# Frank Galati
Frank Joseph Galati (geboren am 29. November 1943 in Highland Park, Illinois; gestorben am 2. Januar 2023 in Sarasota, Florida) war ein US-amerikanischer Theaterregisseur und -schauspieler sowie Drehbuchautor.

## Leben
Galati war in erster Linie als Theaterregisseur und Schauspieler aktiv. So inszenierte er u. a. das Stück The Pirate Queen und das Musical Ragtime. Ab 1986 gehörte er der Steppenwolf Theatre Company an. Ferner war Galati an der Northwestern University tätig.
Für seine Beteiligung an dem Drehbuch zur Literaturverfilmung Die Reisen des Mr. Leary war Galati gemeinsam mit Lawrence Kasdan 1989 für den Oscar in der Kategorie Bestes adaptiertes Drehbuch nominiert. Im Jahr darauf erhielten die beiden eine Nominierung für die British Academy Film Awards 1990.
1990 erhielt Galati für sein Theaterstück The Grapes of Wrath die Auszeichnung Tony Award – Bestes Theaterstück. 2001 wurde er in die American Academy of Arts and Sciences gewählt.

## Filmografie
- 1984: Party Animal – Der Typ, der jede Bluse sprengt (The Party Animal)
- 1988: Die Reisen des Mr. Leary (The Accidental Tourist)
- 1991: American Playhouse (1 Folge)
- 1993: Die Stunde der Wahrheit (The American Clock, Fernsehfilm)